# Видео-умјетност
Видео-уметност (лат. videre=видети) уметничка форма у којој је електронски генерисана слика основни елеменат. Јавља се паралелно у Сједињеним Државама и Европи у Њемачкој половином 1960-их као врста нових медија у уметности у оквиру ликовних уметности као појам који означава варијације и форме у видеу и видео-инсталацијама.
Основни материјали су електронска камера повезана са магнетоскопом, а који је повезан са телевизијским монитором и преноси снимљену слику. 1963. године, америчко-јужнокорејски уметник Нам Џун Пајк у изложби „Музика и електронска телевизија” у галерији Parnass de Wuppertal, у Вурпелталу у Немачкој излаже тринаест телевизора који репродукују откуцаје и линије електронске материје без икакве стварне слике. Од те прве изложбе Пајк дефинише главне осовине те тада нове уметности, а то су: експериментисање полазећи од механичких елемената електронског уређаја, деструкција популарне телевизијске иконографије и довођење у питање улоге гледаоца у друштву комуникације. Значајни доприноси видео-уметности долазе и од Волфа Востела, који исте године ради на електронским деколажима, пренесеним из контекста његових ранијих дела, односно деколажа плаката. Оба ова уметника су почела у клими флуксуса и хепенинга. Ова уметност се проширила по западу од 1977. године и презентирана је у документима. Последњих година се поред монитора користе и видео-бимови и пројектори.

## Почетак видеоуметности у свету
Као што је техника колажа замијенила уљане боје, тако ће и катодна цијев замијенити (сликарско) платно.— Нам Џун Пајк
Годином почетка видеоумјетности каткад се узима 1963, када Вулф Вастел излаже рад „TV De-Collage” и када Нам Џун Пајк по први пут у галерији Парнас у Вуперталу излаже своје експерименте с катодном цеви телевизора. Узме ли се као почетак видеоуметности тренутак када видео постаје приступачнији и његова употреба распрострањенија – што је довело до тога да су се у седамдесетим годинама многи аутори окушали у том медију – може се говорити о 1965. години када Сони издаје први преносни видеоуређај.
Како је бављење видеоуметношћу све присутније, тако су се почеле организовати и разне изложбе посвећене новом медију. Већ 1968. одржане су изложбе у многим земљама, од Аргентине, Аустрије, Данске, Немачке, Шпаније, Швајцарске, Канаде и Велике Британије до Јапана и САЂа. У Сједињеним државама одржане су, на пример 1969. године, изложбе Медијум је Медијум у организацији бостонског WGBH ТВ-а и ТВ као стваралачки медијум у Хауард Вајс галерији у Њујорку. Прва видеогалерија отворена је у Диселдорфу 1968. године на подстицај Гарија Шума. Такође, већ 1972. године видео се појављује на Венецијанском бијеналу.
Развија се друкчији однос према јавној телевизији која се проматрала као објективан медијум, за разлику од видеа који је сматран субјективним. Видео се супротставља државној телевизији, што повлачи за собом и његову револуционарну улогу. Сматрало се да ће, једном када видео постане широко доступан, сви постати уметници, то јест да ће „наступити време уметности без уметника – када ће сви радити уметност”. Вера Хорват-Пинтарић у тексту „Видеокултура или повратак изворима” поставља тезу како се видеом уметници и неуметници постављају на исту медијску раван те да се на тај начин медијум деспецијализовао и демократизовао.
Видеоуметност се од филмске уметности разликује у неколико битних карактеристика. Видеоуметност је често везана за галеријски простор и сличне институције те поседује друкчију квалитет од филмске слике. Разликује се у осветљењу и оштрини, али и у самом утиску који се жели оставити и оставља на проматрача. Сматра се засебним жанром од експерименталног филма.
Будући да видео настаје и успоредно се развија с концептуалном уметношћу, то јест у време нове уметничке праксе, могу се установити два смера бављења видеом: визуелно и невизуелно. Визуелно бављење видеом подразумева истраживање видеа као медија, док други смер подразумева бележење акције у целости њезина трајања. Видео не тежи ка стварању друге стварности, већ постојећу стварност проверава, анализира и истражује.

## Извођачка уметност и видео-уметност
Видео уметност као медијум такође се може комбиновати са другим облицима уметничког изражавања као што је уметност перформанса. Ова комбинација се такође може назвати „уметношћу медија и перформанса“ када уметници „разбијају калупе видеа и филма и проширују границе уметности“. Са повећаном способношћу уметника да набаве видео камере, уметност перформанса почела је да бива документована и да се дели са великим мноштвом публике. Уметници као што су Марина Абрамовић и Јулај експериментисали су са видео снимањем својих перформанса током 1970-их и 1980-их. У делу под насловом „Енергија одмора“ (1980) и Јулај и Марина су суспендовали своју тежину тако да су затегли лук и стрелу уперену у њено срце, Јулај је држао стрелу, а Марина лук. Комад је био 4:10, што је Марина описала као „перформанс о комплетном и потпуном поверењу“.
Други уметници који су комбиновали видео уметност са уметношћу перформанса користили су камеру као публику. Кејт Гилмор је експериментисала са позиционирањем камере. У свом видеу „Било шта“ (2006) она снима свој комад извођача док непрестано покушава доћи до камере која је уперена у њу. Током тринаестоминутног видеа, она наставља да везива комаде намештаја док непрестано покушава да дође до камере. Гилморе је својој уметности додала елемент борбе који се понекад намеће сам; у свом видеу „Моја љубав је сидро“ (2004) она је оставила своју ногу цементу док се није осушио пре него што је покушала да се ослободи пред камером. Гилмор је рекла да је опонашала стилове изражавања из шездесетих и седамдесетих година прошлог века са изворима надахнућа попут Марине Абрамовић док свом раду додаје екстремизам и борбу.
Неки уметници су експериментисали са простором комбинујући видео уметност и уметност перформанса. Рагнар Кјартансон, исландски уметник, снимио је читав музички видео са 9 различитих уметника, укључујући и њега самог, који се снимао у различитим собама. Сви уметници могли су да се чују путем слушалица како би могли заједно да свирају песму, комад је назван „Посетиоци“ (2012).
Неки уметници, као што су Џеки Ервајн и Викторија Фу, експериментисали су комбинујући филм од 16 mm, филм од 8 mm и видео записе како би искористили потенцијални дисконтинуитет између покретне слике, музичке партитуре и наратора да поткопају било какав осећај линеарног наратива.

## Видео-уметници
Као уметници у последњим годинама овдје спадају:
- Клаус фом Брух
- Петер Кампус
- Дан Грејам
- Гари Хил
- Шигеко Кубота
- Дејан Клинцов
- Марцел Оденбах
- Нам Џун Пајк
- Пипилоти Рист
- Улрике Росенбах
- Бил Виола
- Волф Востел